# Città di Ballarat
La città di Ballarat è una local government area che si trova nello Stato di Victoria in Australia. 

## Geografia
Essa si estende su una superficie di 740 chilometri quadrati e ha una popolazione di 93.501 abitanti. La sede del consiglio si trova a Ballarat.

## Località
- Ballarat,
- Mont Helen,
- Buninyong.